# Hrútey
Hrútey – niewielka islandzka wysepka położona w mieście Blönduós przy ujściu rzeki Blanda, rezerwat przyrody od 1975 r. Całą wysepkę obiega ścieżka, która swój początek bierze na kładce dla pieszych z północnego brzegu Blandy. 
Wyspa przyciąga na swój teren rzadkie gatunki kaczek i nurów. Wyspa objęta jest projektem ponownego zalesiania.